# Rivolta di Klaipėda
La rivolta di Klaipėda ebbe luogo nel gennaio 1923 nella regione di Klaipėda (conosciuta in tedesco come territorio di Memel o Memelland). La regione, localizzata a nord del fiume Nemunas, andò separata dalla Prussia Orientale, appartenente all'Impero tedesco, dal trattato di Versailles e finì per esserle assegnato lo status di "mandato della Società delle Nazioni". Venne posta sotto l'amministrazione provvisoria francese fino a quando non si fosse trovata una soluzione permanente. La Lituania voleva annettere la regione (parte della Lituania minore) a causa della sua numerosa minoranza di lingua lituana di lituani prussiani e del porto principale di Klaipėda (Memel) - l'unico accesso praticabile al Mar Baltico per la Lituania. Poiché la Conferenza degli Ambasciatori era favorevole a lasciare la regione come città libera, simile alla Città Libera di Danzica, i lituani organizzarono ed inscenarono una rivolta.
Presentata come una ribellione fomentata della popolazione locale, la sommossa incontrò poca resistenza sia dalla polizia tedesca che dalle truppe francesi. I rivoltosi stabilirono un'amministrazione filo-lituana, la quale chiese presto di unirsi formalmente a Kaunas facendo leva sul diritto all'autodeterminazione. La Società delle Nazioni accettò il fait accompli e la regione di Klaipėda venne trasferita come territorio autonomo alla Repubblica di Lituania il 17 febbraio 1923. Dopo lunghi negoziati, venne sottoscritto nel maggio del 1924 un accordo internazionale formale, che prese il nome di Convenzione di Klaipėda: l'atto riconosceva formalmente la sovranità della Lituania nella regione e delineava la sua ampia autonomia legislativa, giudiziaria, amministrativa e finanziaria. La regione rimase parte della Lituania fino al marzo 1939, quando passò alla Germania nazista dopo l'ultimatum tedesco presentato da Adolf Hitler all'esecutivo baltico.

## Antefatti

### Le aspirazioni lituane e polacche
Il confine tedesco-lituano era rimasto stabile dal trattato di Melno nel 1422. Tuttavia, la Prussia Orientale settentrionale aveva una significativa comunità di lingua lituana di lituani prussiani (lietuvninkai) e la zona era conosciuta come Lituania minore. La regione di Klaipėda copriva 2,848 chilometri quadri (1,100 mi²), con la vasta laguna dei Curi che ne occupava circa 412 chilometri quadri (159 mi²). Secondo il censimento prussiano del 1910, la città di Memel contava 21 419 abitanti, di cui il 92% tedeschi e l'8% lituani, mentre le campagne vedevano una maggioranza lituana del 66%. Nell'intera regione di Memel, i tedeschi costituivano il 50,7% (71 191), i lituani il 47,9% (67 345) e la popolazione bilingue, composta principalmente da lituani, l'1,4% (1 970). Secondo le statistiche contemporanee di Fred Hermann Deu, erano invece 71 156 i tedeschi e 67 259 i lituani prussiani che vivevano nella regione. L'idea di unire la Lituania Minore con la Lituania era in verità emersa già una prima volta nel corso del risveglio nazionale lituano alla fine del XIX secolo. Faceva parte della visione di consolidare tutte le terre etniche lituane (cosiddetta Lituania Propria) in una Lituania indipendente. Gli attivisti presenti nell'area tenevano già in grande considerazione Klaipėda (Memel), un importante porto marittimo del mar Baltico che poteva diventare l'unico accesso ad acque profonde per la Lituania ed avere un porto era visto come una necessità economica per l'autosostenibilità. Il 30 novembre 1918 24 persone sottoscrissero l'atto di Tilsit, un documento nel quale si proclamava il desiderio di unire la Lituania Minore alla Lituania. Sulla base di queste considerazioni, i baltici presentarono una petizione agli Alleati per annettere l'intera Lituania Minore (non dunque con la limitazione della sola regione di Klaipėda) a quanto amministrato da Kaunas, capitale provvisoria del Paese poiché Vilnius era in mano polacca. Tuttavia, all'epoca la Lituania non era ufficialmente riconosciuta dalle potenze occidentali e non venne invitata a nessuna conferenza del dopoguerra. Il riconoscimento arrivò da parte degli Stati Uniti solo nel luglio 1922 e dalle maggiori potenze occidentali nel dicembre dello stesso anno.
La Seconda Repubblica di Polonia considerava la regione di Klaipėda come una possibile compensazione per la perdita di Danzica: dopo la prima guerra mondiale, era il corridoio di Danzica a fornire l'accesso al Baltico, ma quest'ultima città non rimase in mano a Varsavia. All'inizio del 1919, Roman Dmowski, rappresentante polacco alla conferenza di pace di Parigi, avviò una campagna per l'incorporazione della regione di Klaipėda alla Lituania, la quale sarebbe dovuta poi entrare, secondo i progetti immaginati da Varsavia, in un'unione con la Polonia (si veda a tal proposito la Linea Dmowski e il piano della Międzymorze). L'equazione era semplice: Klaipėda alla Lituania e la Lituania alla Polonia. Fino a quando l'unione polacco-lituana non fosse entrata in funzione, Klaipėda doveva restare sotto l'amministrazione temporanea degli Alleati. Sebbene il proposito di suggellare un'unione vantasse un illustre precedente risalente alla costituzione della Confederazione polacco-lituana, la Lituania rifiutò categoricamente tale prospettiva. Il peggioramento delle relazioni diplomatiche all'indomani della guerra polacco-lituana e la contesa sulla regione di Vilnius non favorirono il ripristino dei regolari contatti, malgrado il resto del continente non si dimostrasse sfavorevole all'idea di una fusione tra le due realtà geografiche. Nel dicembre 1921, la Polonia inviò Marceli Szarota come nuovo funzionario nella regione: grazie alle sue iniziative, la Polonia e Klaipėda firmarono un accordo commerciale nell'aprile del 1922. Inoltre la Polonia tentò di stabilire la propria presenza economica acquistando proprietà, fondando imprese commerciali e creando collegamenti con il porto.

### L'amministrazione francese
Amministrato dalla Società delle Nazioni
     Annesso, trasferito ai paesi vicini dal trattato oppure in seguito ceduto tramite plebiscito e appoggio della Società delle Nazioni
     Repubblica di Weimar

La Germania dopo Versailles:
Amministrato dalla Società delle Nazioni
Annesso, trasferito ai paesi vicini dal trattato oppure in seguito ceduto tramite plebiscito e appoggio della Società delle Nazioni
Repubblica di Weimar

Influenzati dalle pressioni polacche, gli Alleati presero in considerazione la regione di Klaipėda quando firmarono il trattato di pace con la Germania. Secondo l'articolo 28 del trattato di Versailles, in vigore dal 10 gennaio 1920, le terre a nord del fiume Nemunas vennero sottratte all'Impero tedesco e, ai sensi dell'articolo 99, poste sotto un mandato della Società delle Nazioni. I francesi accettarono il ruolo di amministratori temporanei della regione a seguito del rifiuto presentato dai britannici. Le prime truppe francesi, nello specifico il 21º Battaglione degli Chasseurs Alpins sotto il generale Dominique Joseph Odry, arrivarono in zona il 10 febbraio 1920. I tedeschi abbandonarono e cedettero ufficialmente il controllo della regione il 15 febbraio: due giorni dopo, il generale Odry istituì un direttorio composto da sette membri che avrebbe dovuto operare come principale organo di governo. Dopo le proteste delle frange filo-lituane, due rappresentanti lituani prussiani furono ammessi al corpo, aumentando la sua dimensione a nove membri. L'8 giugno 1920 la Francia nominò Gabriel Petisné a capo dell'amministrazione civile nella regione di Klaipėda, che si distinse subito per i suoi pregiudizi nei confronti della comunità baltica e per la sua preferenza nel preservare alla città lo status riservatole a Versailles. Il generale Odry si dimise il 1º maggio 1920, lasciando Petisné come più alto funzionario della regione.
Il primo ministro francese e presidente della conferenza di pace di Parigi Georges Clemenceau, constatato l'evolversi della situazione, commentò in merito alla vicenda, asserendo che la regione di Klaipėda non era parte della Lituania perché non aveva ancora ricevuto alcun riconoscimento de iure. I lituani interpretarono questa dichiarazione convincendosi del bisogno di aumentare la pressione delle loro rivendicazioni e proseguirono ulteriormente una campagna volta a sostenere i loro diritti nella regione: pertanto, una volta ricevuto il riconoscimento internazionale, si prevedeva di procedere poi all'assorbimento inevitabile della regione. Poiché la mediazione nel conflitto polacco-lituano sulla regione di Vilnius da parte della Società delle Nazioni non aveva sortito nessun esito stabile, la regione di Klaipėda finì per assumere il ruolo di importante pedina di scambio. È così che si comprende come mai già nel 1921 si avanzarono delle implicite offerte nel senso di "Klaipėda in cambio di Vilnius". Nel marzo 1922 gli inglesi indicarono uno scambio decisamente concreto e diretto: in caso di accettazione delle rivendicazioni polacche su Vilnius, la Lituania avrebbe ricevuto il riconoscimento del suo Stato de iure, la regione di Klaipėda e aiuti economici. Una simile proposta non convinse i baltici, i quali non erano disposti per nessuna ragione a rinunciare a Vilnius in virtù del suo ruolo di capitale storica. Constatato il rifiuto, gli atteggiamenti franco-britannici si fecero generalmente ostili a Kaunas e virarono verso la soluzione della città libera (Freistadt come la Città libera di Danzica). In uno scenario siffatto si ponevano esclusivamente due possibili sviluppi per il futuro della regione: accettare una decisione sfavorevole ai lituani o impadronirsene presentando l'annessione come quanto accaduto nell'impresa di Fiume.

## Preparativi

### La pianificazione

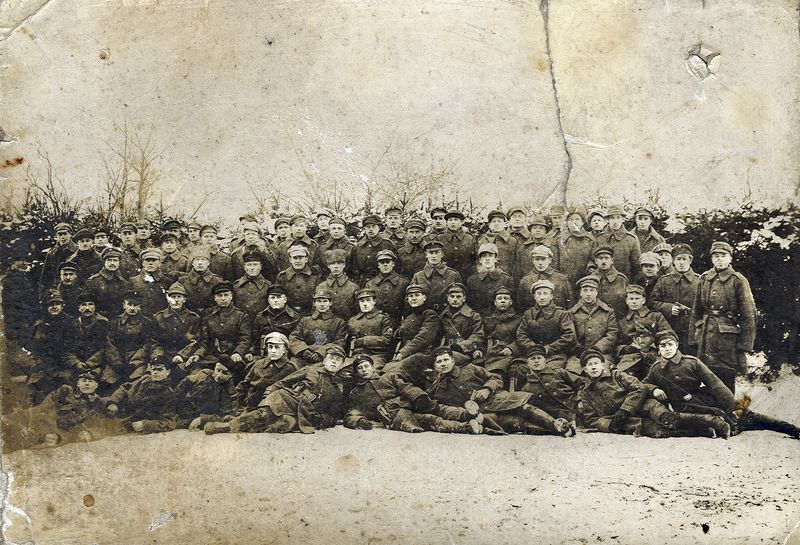
Partecipanti alla rivolta di Klaipėda riunitisi in città nel 1923

Il 3-4 novembre 1922, una delegazione di lituani prussiani perorò senza successo la causa di Kaunas alla Conferenza degli Ambasciatori: questo fallimento finì per diventare l'impulso decisivo necessario a organizzare la rivolta. Durante una sessione segreta tenutasi il 20 novembre, il governo lituano decise di avviare i preparativi funzionali a fomentare una ribellione. Avendo riconosciuto che gli sforzi diplomatici eseguiti dalla Società delle Nazioni o dalla Conferenza degli Ambasciatori si erano dimostrati inutili, l'esecutivo lituano escluse altresì l'ipotesi di avvicinare la regione di Klaipėda promettendo misure economiche o altre riforme. Il generale Silvestras Žukauskas immaginò persino un intervento militare, sostenendo con una certa dose di convinzione che l'esercito lituano avrebbe potuto disarmare il piccolo reggimento francese ed espugnare la posizione nel giro di 24 ore. Tuttavia, un'azione militare diretta contro la Francia era troppo pericolosa sia in senso militare che diplomatico, in quanto avrebbe irrimediabilmente compromesso i rapporti con Parigi. In virtù di siffatte premesse, l'unica opzione che rimaneva era seguire una strategia simile all'impresa di Fiume o all'ammutinamento di Żeligowski dell'ottobre 1920.
La supervisione dei preparativi fu affidata al primo ministro Ernestas Galvanauskas. Mentre questi delegava i suoi sottoposti a compiti specifici, l'operazione venne tenuta segreta anche al primo Seimas, l'assemblea legislativa, e al Ministero degli Affari Esteri, ragion per cui pochissimi lituani seppero dell'organizzazione. Essendo così ristretta la cerchia di eletti, si tende oggi ad assegnare il merito principale a Vincas Krėvė-Mickevičius, presidente dell'Unione dei fucilieri lituani, responsabile della fornitura della manodopera. Galvanauskas intendeva presentare la sommossa come una vera e propria iniziativa della popolazione locale ai danni del direttorio tedesco e non contro l'amministrazione francese o alleata, allo scopo di allontanare le proteste degli Alleati dal governo lituano e sfruttare la germanofobia dilagante in Europa. Galvanauskas fu particolarmente cauto nel nascondere eventuali legami tra i ribelli e il governo lituano, in maniera tale che in caso di fallimento avrebbe potuto incolpare i fucilieri e gli attivisti nella regione di Klaipėda, scaricando così ogni responsabilità del suo esecutivo. Il ministro lituano aveva inoltre avvertito che tutte le persone coinvolte avrebbe potuto dover compiere dei reati in caso di necessità in nome del prestigio della Lituania.

### Le campagne di propaganda

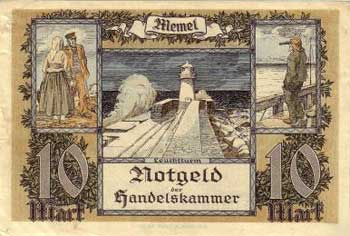
La valuta di emergenza (notgeld) emessa nella regione di Klaipėda nel 1922 per combattere l'inflazione

La popolazione locale dovette al tempo convivere con un tiro alla fune politico-internazionale tra Germania, Lituania e altre realtà europee. La riunione con la Germania costituiva un'utopia irrealizzabile, ma i tedeschi locali desideravano comunque preservare il loro predominio politico e culturale nella regione. Mentre i lituani prussiani si esprimevano in lingua lituana, essi avevano sviluppato una propria complessa identità, inclusa una religione diversa (luteranesimo rispetto al tradizionale cattolicesimo tipico dei baltici): i lituani erano inoltre percepiti come persone economicamente e culturalmente arretrate. Gli agricoltori e gli operai industriali temevano dal canto loro che i prodotti e la manodopera meno costosi provenienti dalla Lituania avrebbero danneggiato la loro sussistenza. Considerate dunque le avversità verso l'ipotesi di divenire parte di uno Stato centrale, varie frange della popolazione si convinsero che la prosecuzione dello status di città libera fosse la scelta migliore. Alla fine del 1921, la Società per il Libero Stato di Memel (Arbeitsgemeinschaft für den Freistaat Memel) raccolse 54 429 firme sui 71 856 residenti totali ammissibili (75,7%) a favore del mantenimento della condizione politica di allora.
Pertanto, anche prima della decisione di organizzare la rivolta, la Lituania cercò di massimizzare la sua influenza e attirare sostenitori nella regione. La nazione limitò il suo commercio per dimostrare la dipendenza economica della regione, rendendo più difficile l'accesso al cibo per la popolazione locale. La situazione economica andò ulteriormente complicata dall'inizio dell'iperinflazione del marco tedesco, che la regione utilizzava come valuta. La causa lituana finì presto per venire sostenuta dagli industriali, che si aspettavano a quel punto manodopera e materie prime a basso costo dalla Lituania. Nel frattempo, Kaunas si impegnò a mettere in atto un'intensa propaganda grazie alla fondazione e al finanziamento di organizzazioni filo-lituane: si comprese inoltre che anche la stampa locale poteva assumere un ruolo non indifferente per veicolare l'opinione pubblica. Molte delle operazioni vennero coordinate dal diplomatico lituano Jonas Žilius, il quale ricevette 500 000 marchi tedeschi affinché potesse perseguire tali scopi. Il banchiere Jonas Vailokaitis, uno dei venti firmatari dell'Atto d'indipendenza del 1918, donò di sua volontà 12 500 dollari statunitensi (pari a 189868,16 $ del 2020) per la causa e ne promise altri 10 000 qualora essi fossero stati necessari. Supporto aggiuntivo venne fornito dalle comunità di lituanoamericani oltreoceano, in primis da banchieri quali Antanas Ivaškevičius (nome in codice Ivas) e Andrius Martusevičius (Martus). Per diverse settimane prima della sommossa, la stampa locale riferì di presunte speculazioni compiuti ai tavoli di potenze straniere con riferimento alla regione. L'idea era quella di spingere gli abitanti del posto ad allontanarsi dalla sfera d'influenza polacca e dipingere la Lituania come lido migliore possibile. Gli sforzi messi in atto sembrarono presto sortire i loro effetti, con l'opinione pubblica che decise di rigettare via via l'ipotesi di avvicinarsi alla Polonia e quella di proseguire nella sopravvivenza sotto la condizione di città libera.

### La diplomazia internazionale
La Germania capì che la regione non sarebbe stata riattaccata militarmente e, pertanto, scelse di favorire la causa a lei meno sfavorevole, ovvero approvò tacitamente gli interessi della Lituania. La Repubblica di Weimar intravedeva infatti sia nella Polonia che nella Francia i suoi principali nemici, mentre la Lituania appariva una potenza più neutrale. Inoltre, si pensava che una volta che la Germania avesse ripristinato la sua potenza, sarebbe stato molto più facile sottrarre la regione ad una debole Lituania piuttosto che ad una più forte Polonia. Già il 22 febbraio 1922, i tedeschi informarono ufficiosamente i lituani di non essere contrari all'azione lituana a Klaipėda ma che, per motivi di facile comprensione, tale posizione non sarebbe mai stata dichiarata ufficialmente. Tali atteggiamenti si susseguirono più avanti in altre comunicazioni non ufficiali tedesco-lituane e anche durante la rivolta, quando Berlino esortò i tedeschi locali a non ostacolare i piani lituani.
Quando gli Alleati pensarono di convertire Klaipėda in una città libera alla stregua di Danzica, il ministro degli Esteri polacco Konstanty Skirmunt credette che l'assegnazione di un simile status avrebbe danneggiato l'interesse polacco e spinto la Germania a preservare la sua influenza nella regione. Dal canto suo, Skirmunt finì per sostenere il trasferimento della regione alla Lituania a patto che Varsavia si fosse assicurata il commercio senza restrizioni lungo il fiume Nemunas e il porto. La Polonia era invero presa da altri questioni (l'assassinio del presidente Gabriel Narutowicz, la crisi economica, le dispute territoriali in Slesia, le relazioni tese con la Russia sovietica) e prestò minore attenzione a Klaipėda. Poiché la Lituania temeva che un'azione militare contro gli interessi polacchi nella regione avrebbe potuto riaccendere una prosecuzione della guerra polacco-lituana, oltre a ledere i rapporti con la Francia, essa cercò un alleato nella Russia sovietica, la quale dal canto suo mal digeriva la possibilità di espansione della nazione polacca. Il 29 novembre, il ministro degli Esteri sovietico Georgij Čičerin sostò brevemente a Kaunas mentre si recava a Berlino; in una conversazione privata intrattenuta con Galvanauskas, Čičerin espresse il suo sostegno alle mire lituane su Klaipėda e dichiarò che Mosca non sarebbe rimasta passiva qualora la Polonia avesse agito contro la Lituania.

### Il coordinamento
Il 18 dicembre 1922 un comitato della Conferenza degli Ambasciatori segnalò la necessità di presentare una proposta politica con riferimento al futuro della regione in data 10 gennaio 1923. Il contenuto della bozza poi redatta rimase sconosciuto fino a quando scoppiò la rivolta ed i lituani immaginarono che la decisione fosse contro il loro interesse e accelerarono i preparativi. In effetti, il comitato aveva proposto la costituzione di una città libera, una zona autonoma sottoposta all'autorità della Società delle Nazioni, o di trasferire la regione alla Lituania qualora avesse accettato la proposta di suggellare un'unione con la Polonia. Nel gennaio del 1923, ulteriori eventi permisero a Kaunas di dare luogo a quanto aveva pianificato senza intoppi, essendo la Francia distratta dall'occupazione della Ruhr e l'Europa preoccupata dal timore per lo scoppio di un altro conflitto. Anche la situazione interna della Lituania appariva favorevole: Galvanauskas, in veste di primo ministro, godeva di ampi poteri decisionali, mentre il Seimas si trovava bloccato nell'elezione del presidente Aleksandras Stulginskis: una volta nominato quest'ultimo, deciso oppositore della rivolta, seguirono contestazioni che favorirono la figura del capo di gabinetto.

## La rivolta

### Le manovre politiche

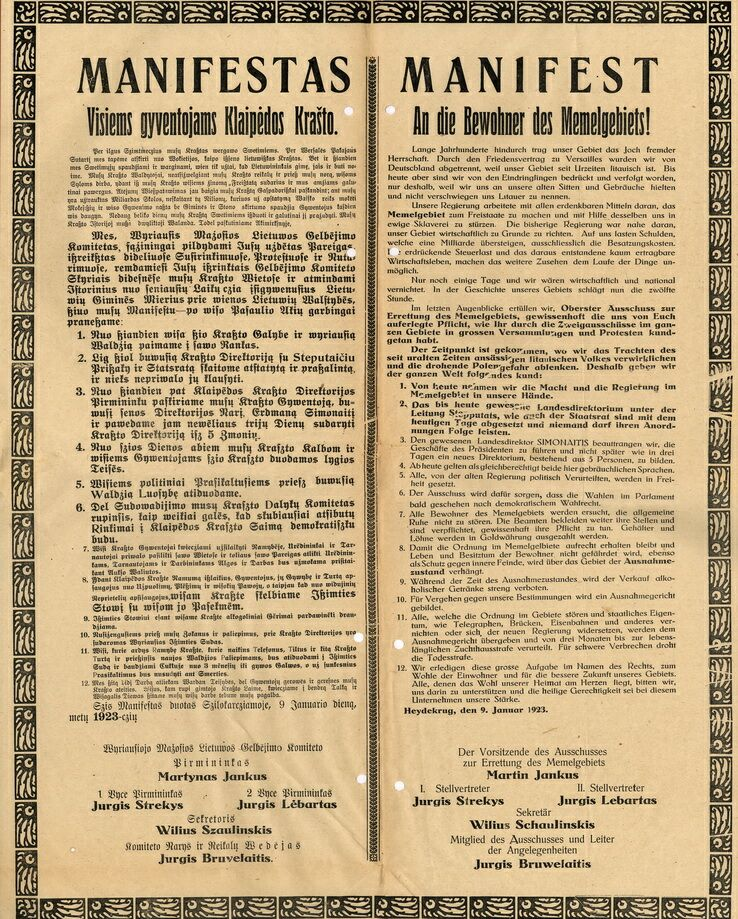
Manifesto bilingue del 9 gennaio 1923, con cui il CSSLM si proclama l'unico potere di governo nella regione

Alla fine del 1922 degli attivisti lituani furono inviati in varie città e villaggi per pronunciare discorsi patriottici e organizzare una serie di comitati filo-lituani "per il bene della Lituania Minore". Il 18 dicembre 1922 venne istituito a Klaipėda il Comitato Supremo per la Salvezza della Lituania Minore (CSSLM), presieduto da Martynas Jankus, per unire tutti i gruppi di attivisti operativi nella zona. Il compito principale riguardava essenzialmente la messa in atto della rivolta e, in seguito, la diffusione di una corrente di pensiero filo-lituana nella regione. Stando alla testimonianza di Jankus alla Conferenza degli Ambasciatori nel marzo 1923, fino a 8 000-10 000 persone (5-7% della popolazione) si erano riunite attorno al Comitato prima del 10 gennaio 1923. Il 3 gennaio 1923 un congresso dei comitati autorizzò il CSSLM a rappresentare gli interessi degli abitanti dell'intera regione. Tuttavia, all'epoca l'organizzazione era attiva solo a livello nominale e, oltre a rilasciare diverse dichiarazioni, non aveva alcuna funzione concreta. Alcuni dei suoi membri ammisero tra l'altro di aver appreso del loro ruolo nel CSSLM solo dopo la rivolta. Il 7 gennaio, il CSSLM pubblicò un proclama intitolato Broliai Šauliai!, in cui si sosteneva che i baltici erano perseguitati dagli stranieri, si dichiarava la propria determinazione a prendere le armi per liberarsi dalla "schiavitù" e si chiedeva ausilio all'Unione dei fucilieri lituani. Fu questo il pretesto ufficiale sfruttato dai fucilieri per accedere alla regione il 9 gennaio.
Il 9 gennaio, il CSSLM affermò che, sulla base dell'autorizzazione di altri comitati di salvezza a rappresentare tutti gli abitanti del posto, potesse arrogarsi il diritto di insediarsi nella regione e sciogliere il direttorio, presieduto da Vilius Steputaitis (Wilhelm Stepputat); subito dopo, lo stesso organo autorizzò Erdmonas Simonaitis a formare un nuovo organo governativo composto da cinque membri entro 3 giorni. La dichiarazione prevedeva inoltre che il tedesco e la lingua lituana assumessero il ruolo di lingue ufficiali, che tutti i prigionieri politici venissero rilasciati e che la legge marziale entrasse in vigore con effetto immediato. Oltre a questa serie di provvedimenti, il Comitato rivolse un appello in francese ai soldati transalpini raccomandando loro, essendo "combattenti ispirati da nobili idee di libertà e uguaglianza", di non lottare contro "la volontà e le conquiste della nazione lituana". Il 13 gennaio Simonaitis sottoscrisse l'autorizzazione con cui si andava a formare un nuovo direttorio filo-lituano, che comprendeva Vilius Gaigalaitis, Martynas Reizgys, Jonas Toleikis e Kristupas Lekšas. Il 19 gennaio, i rappresentanti del CSSLM si riunirono a Šilutė (Heydekrug) e approvarono un proclama in cinque punti finalizzato a chiedere che la regione venisse incorporata come distretto autonomo alla Lituania. Il documento, firmato da circa 120 persone, prevedeva che la libertà decisionale si estendesse dalla tassazione locale all'istruzione, dalla libertà religiosa al sistema giudiziario, dall'agricoltura ai servizi sociali. Il 24 gennaio il Primo Seimas accolse la dichiarazione che formalizzava così l'incorporazione della regione di Klaipėda e Antanas Smetona venne inviato come principale delegato nell'area.

### Le manovre militari

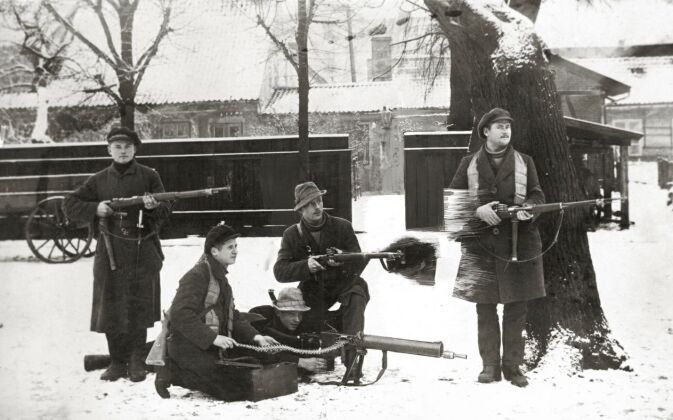
Ribelli lituani vestiti in abiti civili

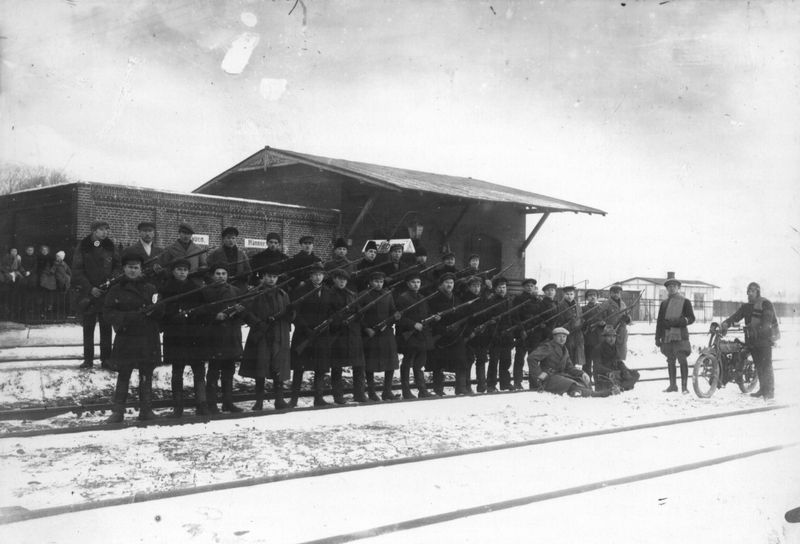
Ribelli lituani alla stazione ferroviaria di Rimkai, nel comune distrettuale di Jonava

Galvanauskas arruolò la paramilitare Unione dei fucilieri lituani per fornire supporto nel corso della ribellione. Vincas Krėvė-Mickevičius, presidente del gruppo appena menzionato, credeva che l'idea di organizzare la rivolta fosse nata all'interno dell'organizzazione e che Galvanauskas approvasse solo tacitamente il piano, negando attentamente il proprio coinvolgimento. Nel dicembre 1922 Krėvė-Mickevičius si mosse personalmente per incontrare il comandante della Reichswehr Hans von Seeckt e gli venne assicurato che l'esercito teutonico non avrebbe interferito con i piani lituani nella regione. In più, l'uomo suggellò l'acquisto a buon mercato di 1 500 pistole, 5 mitragliatrici leggere e 1,5 milioni di proiettili dai tedeschi. L'azione militare vide altresì il coordinamento dall'ufficiale del controspionaggio lituano ed ex colonnello dell'Impero russo Jonas Polovinskas, il quale cambiò il suo nome in Jonas Budrys in modo da potersi fingere un lituano prussiano. In seguito, tutto il suo stato maggiore mutò i propri cognomi, rimpiazzandoli con quelli tipici dei lituani prussiani. Secondo le memorie di Steponas Darius, la rivolta era stata inizialmente programmata per la notte di Capodanno, ma il governo lituano mostrò rimostranze sulla base di un rapporto di intelligence che suggeriva di non agire. I sostenitori della rivolta si radunarono a Kaunas e convinsero il governo a procedere, in quanto il ritardo poteva mettere a rischio la segretezza della missione e trapelare tra le file degli Alleati.
La sommossa alla fine scoppiò il 10 gennaio 1923: arrivando a bordo di treni partiti da Kretinga e Tauragė, 1 090 volontari (40 ufficiali, 584 soldati, 455 fucilieri, 3 impiegati, 2 medici e 6 inservienti) attraversarono il confine ed avanzarono nel territorio della regione. Tra di essi figuravano Steponas Darius e Vladas Putvinskis, con indosso abiti civili e un bracciale verde con l'acronimo MLS, il quale stava per Mažosios Lietuvos sukilėlis o Mažosios Lietuvos savanoris (ribelle/volontario della Lituania Minore). Ogni uomo disponeva di un fucile e 200 proiettili; i ribelli avevano un totale di 21 mitragliatrici leggere, 4 motociclette, 3 automobili e 63 cavalli. Nella speranza di negoziare una ritirata pacifica dei francesi ed evitare vittime, venne permesso di aprire il fuoco solo come ultima risorsa di autodifesa. Galvanauskas ordinò di mantenere un comportamento esemplare, da estrinsecarsi con gesti di cortesia, con l'astensione da saccheggi o l'uso di bevande alcoliche e con il divieto di compiere discorsi politici. Un'ultima raccomandazione, forse la più fondamentale, consigliava vivamente di non portare con sé alcun identificativo che potesse richiamare la zona di provenienza (ad esempio documenti emessi dallo Stato lituano, Litas o prodotti culinari tipici). Giunti nella regione di Klaipėda, questi uomini vennero accolti da circa 300 volontari locali, malgrado lo storico lituano Vygandas Vareikis abbia contestato l'accuratezza di una simile affermazione. Altri uomini del posto si unirono una volta che i rivoltosi si appropinquarono alle porte della città. Chi si spostò nella regione incontrò davvero poca resistenza, con il vero nemico rappresentato dal freddo inverno, dalla mancanza di trasporti e dalla penuria delle forniture di base (non si ricevevano infatti cibo o vestiti, ma un'indennità giornaliera di 4 000 marchi tedeschi).
Il contingente era diviso in tre gruppi armati: il primo e più nutrito gruppo (530 uomini comandati dal maggiore Jonas Išlinskas, con nome in codice Aukštuolis) ricevette l'ordine di prendere Klaipėda. Il secondo (443 uomini guidati dal capitano Mykolas Kalmantavičius, conosciuto come Bajoras) venne inviato a Pagėgiai (Pogegen) e a proteggere il confine con la Germania, mentre il terzo (103 uomini guidati dal maggiore Petras Jakštas o Kalvaitis) venne inviato a Šilutė (Heydekrug). Entro l'11 gennaio le forze filo-lituane controllavano la regione ad eccezione della città di Klaipėda, poiché l'amministratore francese Pestiné rifiutò di arrendersi e, il 15, scoppiò la battaglia per l'agglomerato urbano. La città venne difesa da 250 soldati francesi, 350 poliziotti tedeschi e 300 volontari civili. Dopo un breve scontro a fuoco, Pestiné e Budrys firmarono una tregua e i soldati transalpini vennero internati nelle loro caserme. Durante i combattimenti, persero la vita 12 insorti, due soldati francesi e un poliziotto tedesco, ma secondo fonti teutoniche le perdite ammontarono a un francese morto e due feriti sempre della stessa nazionalità. Il 16 gennaio la nave polacca Komendant Piłsudski entrò nel porto locale portando il colonnello Eugène Trousson, un membro della missione militare francese in Polonia, e rinforzi alle truppe francesi. Tuttavia, la nave partì presto quando il combattimento era finito e rimaneva in vigore il cessate il fuoco. Il 17-18 gennaio, l'incrociatore britannico HMS Caledon e le due torpediniere francesi Algérien e Senégalais raggiunsero Klaipėda, con l'incrociatore francese Voltaire che in quella data stava navigando verso la posizione. I lituani iniziarono ad allestire un esercito locale per un totale di 317 uomini entro il 24 gennaio: avvertiti della necessità di prestare servizio per almeno 6 mesi, lo stipendio fornito ammontava a 2 litas al giorno.

## Reazione internazionale e conseguenze

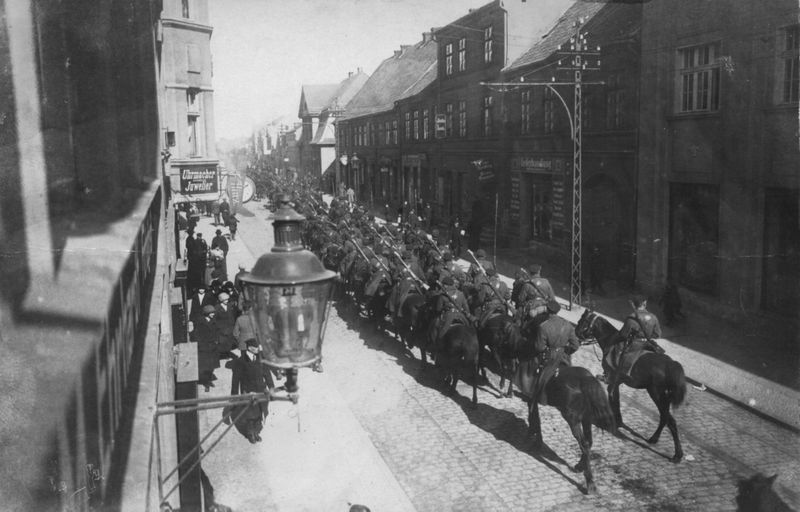
Soldati a cavallo dell'esercito lituano a Klaipėda, 1923

La Francia protestò contro le azioni lituane e minacciò azioni militari, chiedendo di ripristinare lo status quo ante bellum; la Gran Bretagna, invece, si limitò a criticare le scelte dei baltici. Il sospetto principale da parte delle potenze occidentali riguardava una potenziale collaborazione tra la Lituania e lo Stato sovietico, circostanza che avrebbe causato, in caso di intervento della Francia o della Polonia, una probabile guerra. Varsavia presentò varie dichiarazioni al veleno, ma il timore maggiore, più che con riferimento alle sorti di Klaipėda, riguardava la RSFS Russa. Per questo motivo, la Polonia si dimostrò disponibile a fornire assistenza militare, ma solo nel caso in cui la Francia e la Gran Bretagna avessero approvato. Il 17 gennaio 1923 la Conferenza degli Ambasciatori decise d'inviare una commissione speciale guidata dal francese Georges Clinchant, seguita da un gruppo di truppe alleate arrivate il 26. Quasi immediatamente, si richiese ai ribelli di allontanarsi dalla regione, minacciando di usare la forza, ma i toni aggressivi si dissolsero in fretta. Il 29 gennaio gli Alleati respinsero infatti la proposta di inviare ulteriore truppe per reprimere quanto stava accadendo. La Francia voleva ripristinare la sua amministrazione, ma Gran Bretagna e Italia appoggiarono il trasferimento della regione alla Lituania. Il 2 febbraio gli Alleati presentarono un severo ultimatum, chiedendo il ritiro di tutti i ribelli dalla regione, lo smantellamento di tutte le forze armate, del direttorio di Steponaitis e del Comitato Supremo per la Salvezza della Lituania Minore.

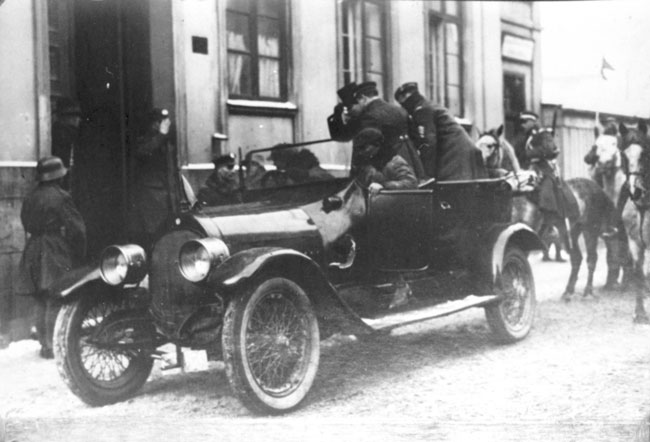
Il comandante militare della rivolta Jonas Budrys, Alto Commissario, e gli ufficiali dell'esercito lituano arrivano a Klaipėda nel 1923

Allo stesso tempo, la Società delle Nazioni stava assumendo la sua decisione finale in merito all'aspra disputa territoriale sulla regione di Vilnius ancora irrisolta tra Polonia e Lituania. Il 3 febbraio si decise di dividere l'ampia zona neutrale di 6 km, istituita all'indomani dell'ammutinamento di Żeligowski nel novembre 1920. Nonostante le proteste lituane, la divisione della zona neutrale avvenne in data 15 febbraio, anche se in quel momento si chiese di eseguire uno scambio in via ufficiosa: la restituzione di Klaipėda in cambio di Vilnius. Già il 4 febbraio l'ultimatum alleato venne sostituito da una nota diplomatica che chiedeva che il trasferimento della regione di Klaipėda andasse ordinato e non imposto. L'11 febbraio la situazione assunse tratti in parte grotteschi: gli Alleati persino ringraziarono la Lituania per la risoluzione pacifica della crisi. Per placare ulteriormente la comunità internazionale, il 15 febbraio il direttorio di Simonaitis si sciolse e Viktoras Gailius emanò un provvedimento volto a istituire un organo deliberativo composto da cinque membri, ovvero due tedeschi e tre lituani prussiani. Il 17 febbraio, la Conferenza trasferì la regione alla Lituania a diverse condizioni che dovevano poi andare formalizzate nella convenzione di Klaipėda: alla regione sarebbe stata concessa l'autonomia, la Lituania avrebbe compensato i costi di amministrazione degli Alleati e si sarebbe assunta le responsabilità tedesche delle indennità di guerra e il fiume Nemunas sarebbe stato internazionalizzato. Quando Kaunas accettò le condizioni, la ribellione andò di fatto legittimata e le navi francesi e britanniche lasciarono il porto il 19 febbraio.

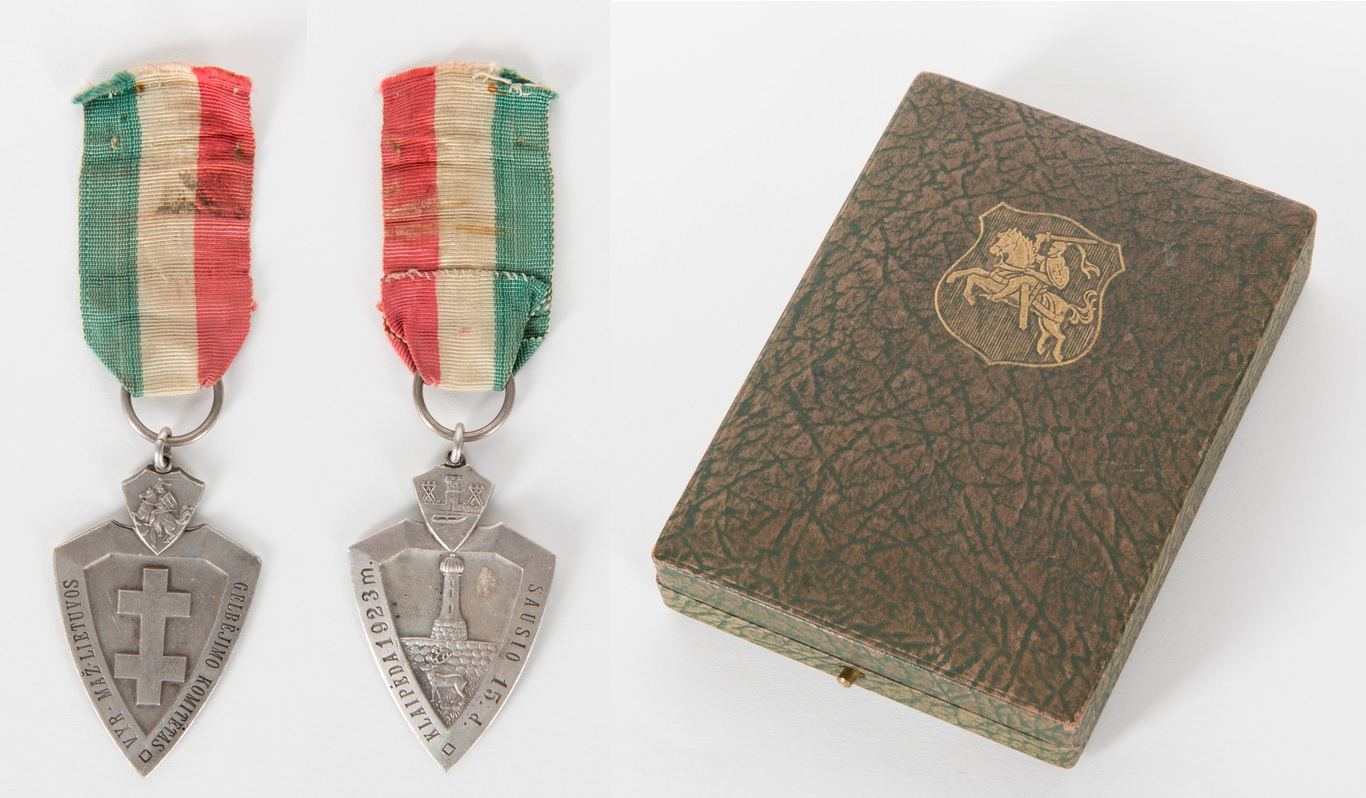
Medaglia lituana con cofanetto dedicata alla rivolta di Klaipėda, 1923

Inizialmente la sopraccitata Convenzione di Klaipėda riservava ampi diritti alla Polonia per quanto riguardava l'accesso, l'utilizzo e l'amministrazione del porto di Klaipėda. Si trattava tuttavia di condizioni completamente inaccettabili per la Lituania, la quale aveva chiuso ogni relazione diplomatica con Varsavia a seguito della contesa sulla regione di Vilnius. I negoziati in stallo vennero deferiti alla Società delle Nazioni; la commissione di tre membri, presieduta dall'americano Norman Davis, preparò la convenzione finale, che venne firmata da Gran Bretagna, Francia, Italia, Giappone e Lituania nel maggio 1924. La regione di Klaipėda divenne una regione autonoma sotto la sovranità incondizionata della Lituania, con ampie facoltà in ambito legislativo, giudiziario, amministrativo e finanziario, oltre ad eleggere un proprio parlamento locale. Il porto fu poi internazionalizzato, consentendo libertà di transito, e la convenzione venne salutata come una grande vittoria diplomatica lituana, in quanto non conteneva nessuno dei diritti speciali inizialmente riservati alla Polonia e non poneva condizioni alla sovranità lituana sul posto. Tuttavia, il documento ufficiale limitava fortemente i poteri del governo baltico e provocava frequenti dibattiti sui rapporti tra autorità centrali e locali. Negli anni '20, le relazioni tra Lituania e Germania sotto il ministro degli Esteri Gustav Stresemann apparivano piuttosto serene. Tuttavia, le tensioni iniziarono a salire dopo che Adolf Hitler salì al potere: i punti deboli della convenzione vennero sfruttati dalla Germania nazista quando cavalcò il sentimento anti-lituano ed intraprese una campagna per la reincorporazione della regione alla madrepatria, culminata con l'ultimatum del 1939.